# Kultura Norte Chico

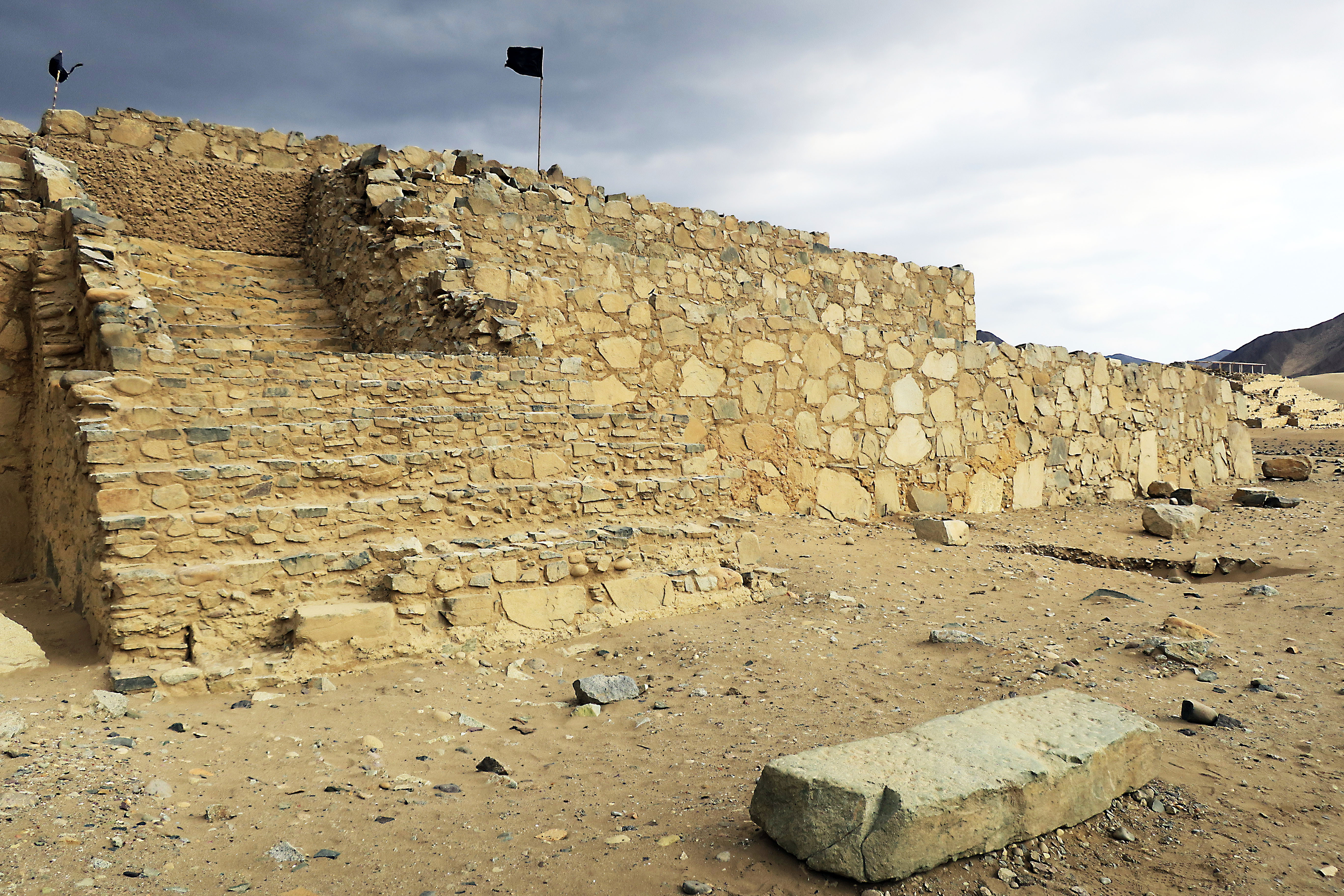
Zbytky staveb

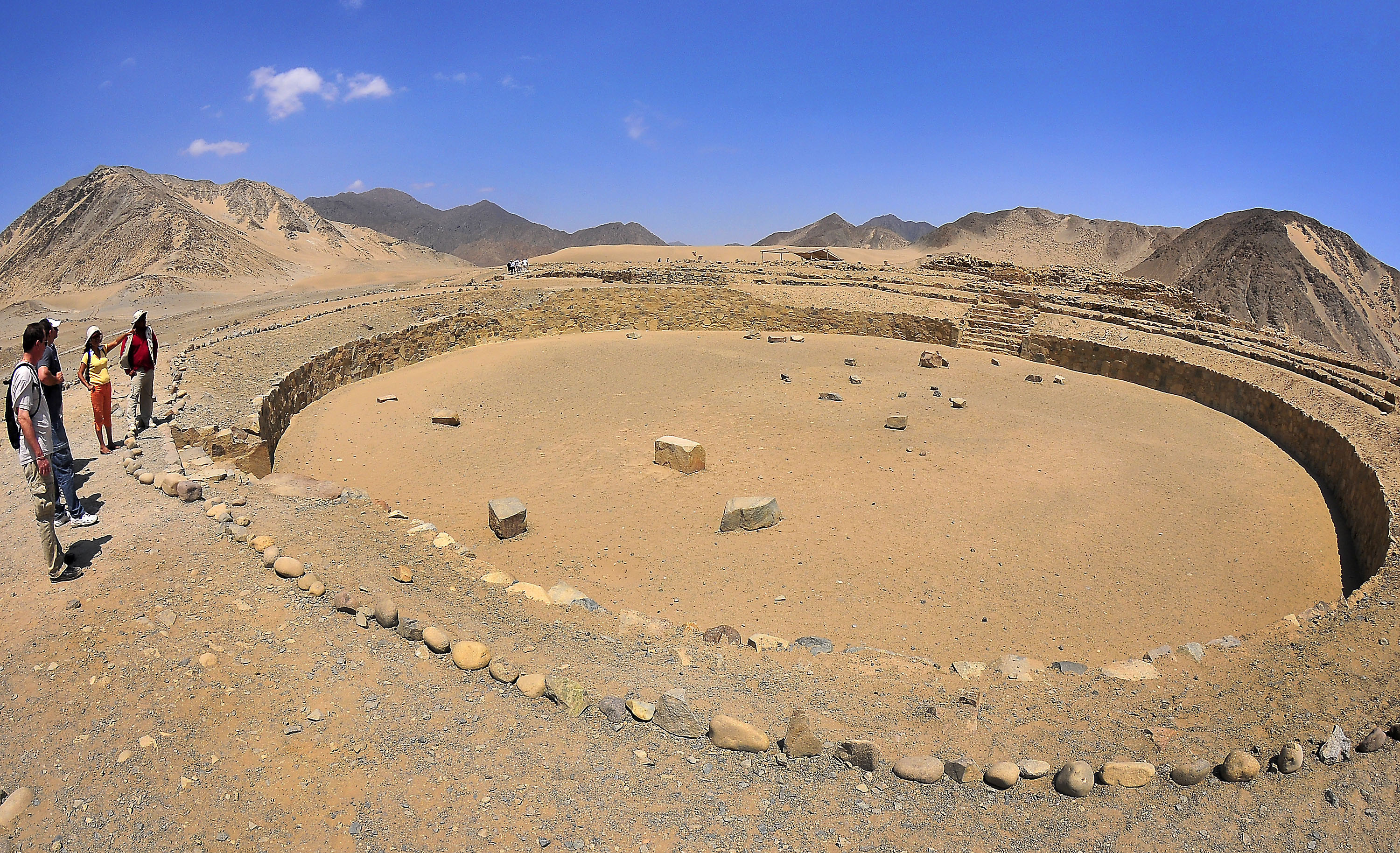

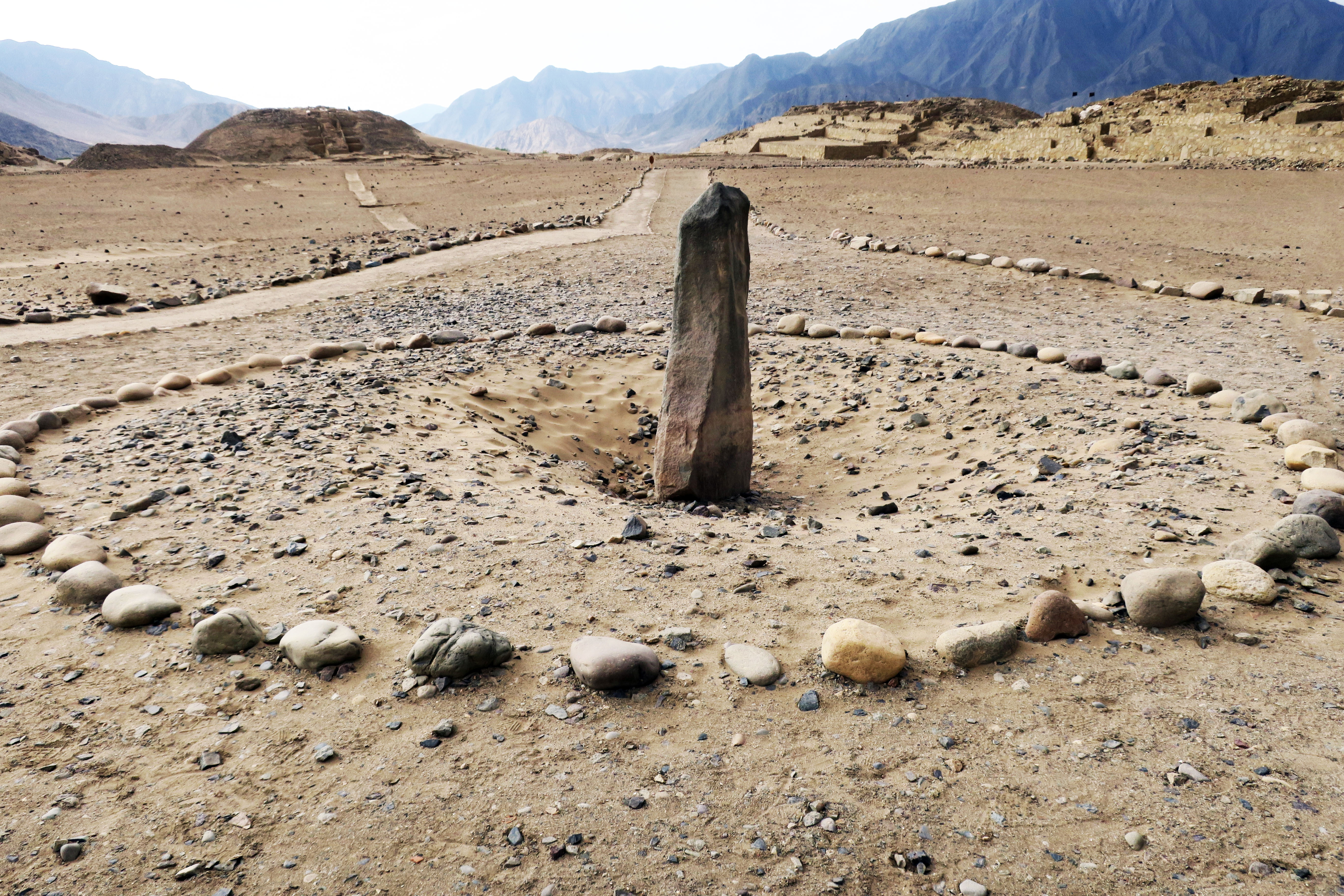

Kultura Norte Chico, či též Kultura Caral, či Caral-Supe, byla starověká předkolumbovská andská civilizace v jižní Americe. Rozkládala se na území dnešního Peru. Hlavním střediskem bylo město Caral, v údolí Valle de Supe, 200 kilometrů severně od Limy, od roku 2009 zapsané na seznamu světového kulturního dědictví UNESCO. Počátky kultury sahají možná až 3700 let před náš letopočet. Kolem období 3500 př. n. l. bylo postaveno první město Huaricanga. Kultura zaniká kolem roku 1800  př. n. l. Od začátku 21. století bývá tato kultura označována za nejstarší rozvinutou městskou civilizaci v celé Americe, její význam plně docenil až archeologický výzkum vedený Ruth Shadyovou v 90. letech 20. století. Kultura podle všeho neznala keramiku (neznala tedy patrně ani vaření, ale jen pečení potravy). Neužívala též žádné vizuální umění. Rozvinuto bylo ovšem textilní umění a především architektura založená na umělých kopcích a obdélníkových terasovitých pyramidách (největší z nich v Caralu je vysoká 18 metrů). Pravděpodobné je také uctívání bohů, které archeologové spojují s některými nalezenými symboly, jež vykazují podobnosti s hlavním božstvem pozdějších andských kultur. S uctíváním byla patrně svázána společenská elita (Charles Mann označil kulturu za „téměř jistě teokratickou“). Nejasnosti panují zatím o způsobech zajišťování potravy. Kultura domestikovala tykev, fazole, kvajávu, avokádo, sladké brambory a patrně i kukuřici. Využívala též lusky ze stromu Inga feuilleei, oddenky dosny a bobule ze stromu Pouteria lucuma. Nápadně velkou část potravy však tvořily i mořské plody (patrně jediné užívané maso), a to i ve vnitrozemských částech. Jejich podíl vzbudil v minulosti rozsáhlé diskuse, neboť někteří badatelé (zejm. Michael E. Moseley) usoudili, že civilizace byla původně námořní a nikoli zemědělská. To by byl nicméně jediný známý případ, kdy fáze námořní civilizace předchází fázi civilizace zemědělské a řada odborníků tuto tezi odmítla (zejm. Shadyová). Jejich argumentem je mj. rozsáhlost vnitrozemského centra Caral, námořní civilizace by takové centrum vybudovala patrně spíše na pobřeží. Moseleyho protiargument říká, že nejstarším a původním centrem bylo Aspero na pobřeží. Jeho oponenti zase zdůrazňují, že aby mohli nortechicané vytvořit skutečně efektivní rybářské sítě, museli nejprve domestikovat bavlnu (k této domestikaci došlo, byla užívána květina Gossypium barbadense). Nelze vyloučit, že Caral obchodoval s komunitami v džungli dále ve vnitrozemí, případně s lidmi z hor, Shadyová hovoří o dovozu „skořápek Spondylus z pobřeží Ekvádoru, barviva z Andské vysočiny a halucinogenů od Amazonky.“ Zcela chybí obranné konstrukce a stopy po válečných konfliktech, kultura se patrně necítila ohrožená a asi ani nebyla, což částečně podkopává teorii, že ohrožení a nutnost války je jeden z faktorů, který nutí kultury založené na příbuzenských vazbách přejít k formě centralizovaného státu. Podle Jonathana Hasse byla oblast Norte Chico během třetího tisíciletí před naším letopočtem nejhustěji obydlenou oblastí světa po severní Číně. Diskutovanou otázkou zůstává, zda byl v Norte Chico vynalezen systém „písma“ kipu. Uzlíky kipu byly v Caralu každopádně roku 2005 archeology nalezeny. Významnou roli v kultuře patrně hrála hudba, bylo objeveno 32 fléten vyrobených z kostí pelikánů. Zvláštním rysem výzkumů kultury Norte Chico je konfrontační styl badatelů, kolem výzkumu se již nahromadily „veřejné urážky, obvinění z plagiátorství, vyšetřování neetických vědeckých postupů v Peru i ve Spojených státech a stížnosti peruánských úředníků vůči vládě USA“. O řadě znaků kultury se tak vede spor s příměsí emocí nad obvyklou míru. 